# Kalška gora
Il Kalška gora (lett. "Monte Kalška") con 2.058 m s.l.m. è una cima delle Alpi di Kamnik e della Savinja della sezione Alpi di Carinzia e di Slovenia.